# 8455 Джонрейнер
8455 Джонрейнер (8455 Johnrayner, 1981 ER6, 1985 CT1) — астероїд головного поясу, відкритий 6 березня 1981 року.
Тіссеранів параметр щодо Юпітера — 3,363.